# Мболе
Мболе — этническая группа, проживающая в Восточной провинции, к юго-западу от Кисангани в Демократической Республике Конго. Мболе насчитывает около 150 000 человек. Ранее этот народ назывался бамболе.

## Происхождение
Мболе говорят на языке монго, который принадлежит к группе языков банту. Культура мболе близка культуре народа монго. Они живут в экваториальном лесу по обе стороны реки Ломами. Когда-то они жили к северу от реки Конго. В XVIII веке они разделились на пять более мелких групп.
В эпоху Бельгийского Конго Мболе активно нападали на торговые поселения. Они называли бельгийцев «atama-atama», или работорговцами, и не различали бельгийцев с более ранними арабскими работорговцами. Компания Ломами (англ. Lomami Company)en:Lomami Company заставляла Мболе собирать большое количество каучука.

## Экономика и сельское хозяйство
Основная деятельность Мболе — это сельское хозяйство. Чтобы прокормить себя, они также занимаются собирательством, рыбной ловлей и охотой. Сбором орехов занимаются мужчины. Женщины Мболе выращивают маниок, бананы и рис, разводят уток, кур и коз. Мужчины занимаются охотой, а также ловят рыбу с помощью сетей. Местные ткачи и кузнецы производят предметы, необходимые для повседневной жизни. И мужчины, и женщины занимаются ткачеством: мужчины делают ловушки для рыбы и ковры, а женщины делают небольшие коврики и корзины. Они также производят пальмовое масло, которое используют женщины.
После женитьбы мужчины обычно переезжают в деревню своей жены. Деревню возглавляет вождь. Группа деревень может избрать главу района, который будет представлять их в вопросе, имеющем общий интерес, но в остальном деревни автономны.
Мболе занимаются металлическими, деревянными, плетеными работами, ткачеством из рафии и резьбой по слоновой кости. Кузнецы производят инструменты и оружие: ножи, нарукавные и ножные повязки. Из дерева они делают статуи, маски, табуреты, щиты и музыкальные инструменты, а именно барабаны. Корзины, щиты и циновки они делают из лозы. Для производства аэрофонов Мболе используют слоновую кость и рога.

## Культура
Мболе можно разделить на семьи или кланы. Меньшие кланы называются lentono, а глава клана — wilangi . Основная линия передачи называется okenge и главы их называются ise l’kenge. Клан или семья могут состоять как из нескольких деревень, так и из одной деревни.
Общество Лилва учит следующим моралям: женщин и стариков, как живых, так и мертвых, следует уважать. Запрещены воровство, прелюбодеяние и ложь. Лицо, нарушевшее закон, подлежит общественному порицанию и может понести дополнительное наказание. В качестве наказания за серьёзные преступления виновного вешают и хоронят в безымянной могиле. Мболе часто вырезают из дерева этих людей, изображая их с запавшими лицами, вогнутыми туловищами и веревками на шее. Одним из преступлений, караемых смертью, является разглашение тайн посвящения. Изображение служит примером того, что будет с человеком, нарушившим законы.
Общество Лилва имеет четыре уровня. Наивысшими из них являются Исоя, религиозные лидеры. Жены Исоя обычно обладают значительной властью. Когда Исоя умирает, его хоронят на дереве, а его дом остается пустым в качестве напоминания о том, что он все ещё присутствует в обществе. Мболе делают деревянные фигурки, которые используются в церемониях исцеления. Также они изготавливают циновки и латунные браслеты.

## Религия
Мболе верят в великого Бога или создателя, которым считается Монго. Однако он редко упоминается или почитается. Духи — важный аспект религии Мболе. Они верят как в хороших, так и в плохих духов. Они верят, что духи предков возрождаются со своими прежними характеристиками.
Мболе считают колдовство и темную магию причиной болезней и бедствий. Они верят, что колдовство можно найти в особом органе, называемом лилока, из-за которого человек убивает или причиняет кому-то вред. Народ мболе защищается от ведьм, смешивая измельченную кору дерева вместе с другими ингредиентами в рог, который либо подвешивают, либо закапывают перед домом.

## Общество Лилва
У Мболе есть тайное мужское общество, которое называется лилва или лилвака. Лилва контролирует людей, наказывая тех, кто идет против норм или законов, установленных этим обществом. Лилва необходима для того, чтобы все мужчины Мболе были её частью. В этом обществе нет женщин, за исключением некоторых случаев, когда высокопоставленные лица назначают своих дочерей частью общества Лилва . Общество Лилва состоит из четырёх иерархических классов, в которые можно попасть через посвящения.
Низший класс — ликомела, частью которого все люди становятся через посвящение. Некоторые мужчины остаются в этом классе всю свою жизнь, не продвигаясь дальше. Посвящение в класс ликомела начинается, когда молодой мужчина считается социально зрелым.
Посвящение происходит в лиала ли куми, месте за пределами деревни, в лесу у реки. В этом месте проходят ритуальные собрания общества Лилва . Для проведения ритуала расчищается лес и готовится убежище, в котором люди находятся в течение двух недель до посвящения. Во время посвящения все члены Лилва и посвященные присутствуют в лиала ли куми полностью обнаженными. Когда кандидаты входят в лиала ли куми, они должны пройти через несколько испытаний, которые могут включать порку или избиение, а также попадание перца на их тела. После того, как Мболе выдержали эти пытки, их ведут на вершину термитника, где им дают стебель банана с дыркой в центре и говорят, что это женщина, с которой они должны переспать. Затем в глаза посвящаемому заливают настой растения, вызывающий жжение. Это облегчается другим растительным настоем. Этот процесс символизирует открытие глаз на секреты лилва .
Обряды посвящения завершаются празднествами, которые включают в себя пиршество и танцы. В этом участвуют все участники общества. После посвящения новые члены Лилва остаются в лиала ли куми на две недели, где им рассказывают об обычаях. Эти обычаи заключаются в следующем: не убивать без причины, не брать чужую жену, не воровать, уважать традиции, уважать старших, а также хранить секреты общества лилва и помнить про наказание, которое будет применено к предателям.
Второй класс состоит из мужчин, которые специализируются на ритуалах общества: певцов, скульпторов, кузнецов, ритуальных помощников, «onanga a lilwa», которые ответственны за обряд посвящения и наставления новопосвященных мужчин, и «икони кой», которые являются палачами, исполняющими повешение преступников.
Третий класс общества лилва состоит из «Канда», которые являются врачами. Они обнаруживают и устраняют болезни, а также помогают правящим группам и участвуют в разрешении споров.
Высшая ступень общества лилва называется «Йени». Чтобы достичь этого положения, нужно совершать подношения служителям: курицу, козлятину и копченое мясо. Также желающие попасть в «Йени» должны предложить тайно повесить одного из своих детей. После их смерти скульптор вырежет деревянную статую жертвы.
Йени могут посвятить свою дочь в общество лилва. Для этого они должны сделать подношения wilangi. После того, как дочь прошла обряды посвящения, она получает титул lumongo и считается мужчиной. После этого wilangi дает lumongo красный и белый порошок для ухода за кожей, зубы леопарда для ношения в качестве ожерелья, посох, который представляет мужские гениталии и её статус мужчины, а также предоставляет служанку по имени опика, которая помогает ей в поездках на обряды лилва. Тогда lumongo тогда является частью йени, высшего класса, и может быть женат только на представительнице йени .

## Статуи

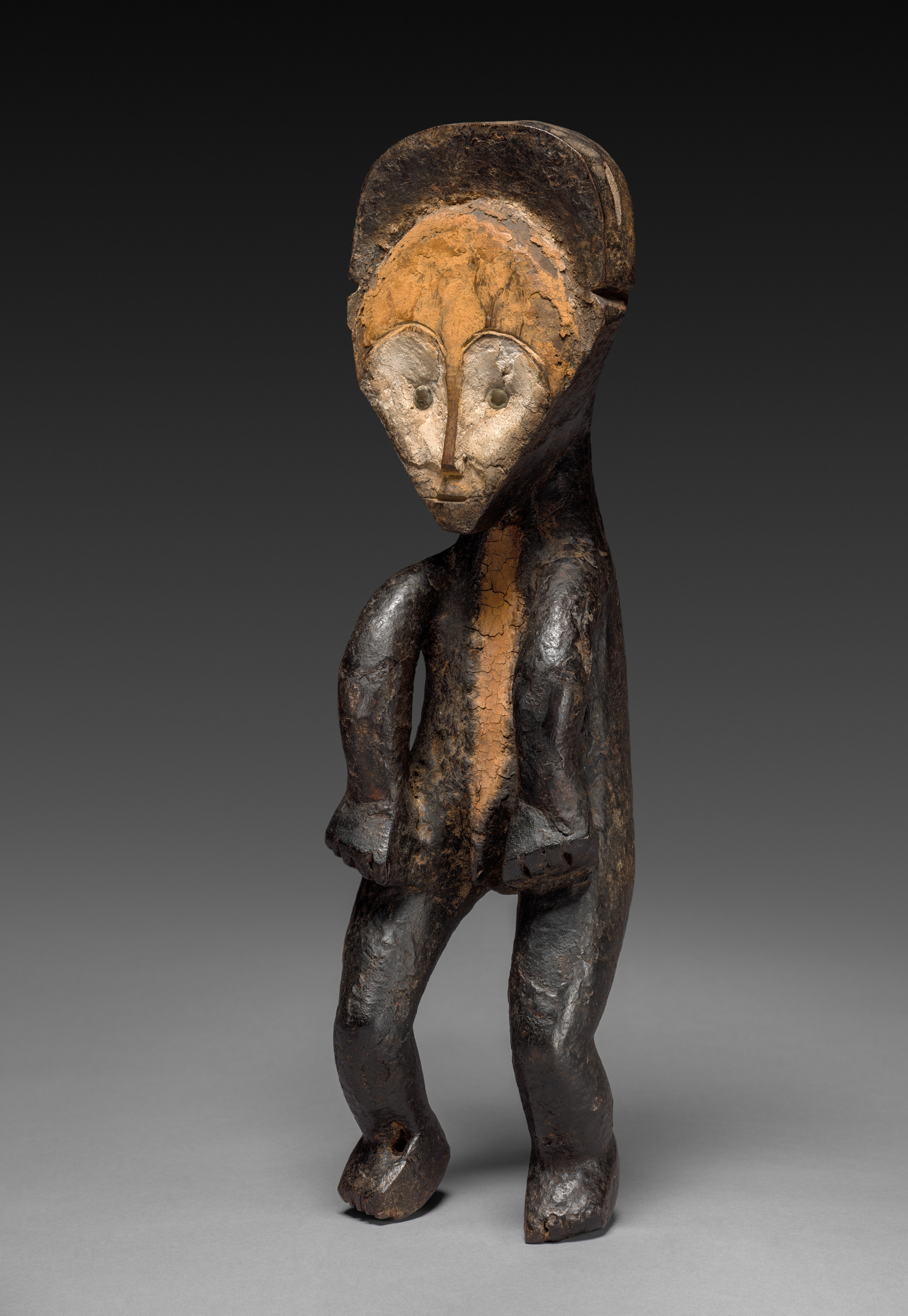
Офика, мужская фигура, считается изображением преступников, казненных за свои преступления.

Статуи мболе обычно характеризуются как антропоморфные фигуры. В основном статуи представляют собой изображение мужчин, хотя есть и женщины. Высота этих статуй от 20 до 120 сантиметров. Крупные фигуры более детализированы, а мелкие состоят из упрощенных и обобщенных форм. Большинство статуй украшено белой или жёлтой краской на лице и туловище. Иногда по линии от шеи до гениталий проходит полоска краски. На головной убор или на ноги иногда наносят красный пигмент. Голова обработана более тщательно, чем остальная часть тела.
Насчитывается около 89 статуй Мболе. Они могут быть разделены на 4 группы по головным уборам. Первая группа статуй состоит из детализированных фигур и имеет большой полукруглый головной убор с вертикальным гребнем, проходящим через макушку. Вторая группа — это статуи с круглым головным убором, форма которого может варьироваться от коронообразной до полусферической или воронкообразной. В третью группу входят фигуры с прямоугольными или трапециевидными головными уборами. Четвёртая категория состоит из рисунков, которые не соответствуют остальной части работы Мболе.
Представленные фигуры часто являются казненными нарушителями закона. Также статуи могут быть ритуальными жертвами. Это не индивидуализированные портреты людей, а обобщенные абстракции отдельных личностей. Иногда им даже дают человеческие имена. Эти статуи выступают символом судьбы предателей и правонарушителей и служат предупреждением другим. Коллекция статуй спрятана в лесу, где только wilangi знает место.

## Маски
Маски Мболе встречаются редко. Мболе используют их только во время церемоний обрезания в обществе лилва. Обычно маски имеют овальную форму и покрыты пигментом. Черты напоминают человеческое лицо.